# ناو کلاس ورسستر
کروزر کلاس ورسستر (به انگلیسی: Worcester-class cruiser) یک کلاس از کشتی است که طول آن 679 ft .5 in می‌باشد.